# Jean Vendeville
Jean Vendeville (Sainghin-en-Mélantois o Lilla, 27 giugno 1527 – Tournai, 15 ottobre 1592) è stato un vescovo cattolico francese.

## Biografia
Nato nel 1527 a Sainghin-en-Mélantois (secondo alcune fonti a Lilla), era figlio di Guillaume Vendeville e Marie des Barbieux, borghesi. Compì gli studi a Menen e poi a Parigi, ricevendo infine la laurea dottorale in giurisprudenza all'Università di Lovanio nel 1553. Diventò quindi professore all'Università di Douai nel 1562.
Nel 1551 sposò Anne Roelofs, che perse però la vita all'inizio della rivolta dei pezzenti. Durante il conflitto parteggiò per i realisti e diventò consigliere di Filippo II di Spagna. Nel 1580 abbandonò tuttavia la vita pubblica e prese gli ordini. Abbracciato quindi lo stato ecclesiastico, venendo ordinato sacerdote nel 1581.
Il 15 gennaio 1588 venne nominato vescovo di Tournai da papa Sisto V su proposta di Filippo II e fu consacrato il 29 maggio successivo nell'abbazia di San Martino dall'arcivescovo Louis de Berlaymont, insieme a Mathieu Moullart e François Pétrart come co-consacranti. Mantenne l'incarico fino alla morte, avvenuta nel 1592 a Tournai, e venne sepolto nella cattedrale della diocesi.

## Genealogia episcopale
La genealogia episcopale è:
- Cardinale Juan Pardo de Tavera
- Cardinale Antoine Perrenot de Granvelle
- Vescovo Frans van de Velde
- Arcivescovo Louis de Berlaymont
- Vescovo Jean Vendeville